# کوجی (رودسر)
کوجی یک روستا در ایران است که در شهرستان رودسر واقع شده‌است.

## جمعیت
این روستا در دهستان شوئیل قرار دارد و براساس سرشماری مرکز آمار ایران در سال ۱۳۸۵، جمعیت آن ۱۵ نفر (۶ خانوار) بوده‌است.